# Lycinus quilicura
Lycinus quilicura is een spinnensoort in de taxonomische indeling van de bruine klapdeurspinnen (Nemesiidae).
Lycinus quilicura werd in 1995 beschreven door Goloboff.